# Jean Cayrol
Jean Cayrol - Jean Raphaël Marie Noël Cayrol (6. lipnja 1911., Bordeaux - 10. veljače 2005., Bordeaux) bio je pjesnik, romansijer, esejist, scenarist. 
Od svoje mladosti, posvetio se pisanju. S Jacques Dalleas osnovao je književnu reviju kad je imao samo 16 godina. Tim putem je nastavio nakon neuspjeha u obrani doktorata iz oblasti pravnih znanosti. 
Tijekom Drugog svjetskog rata, Jean Cayrol je u Pokretu otpora (u mreži C.N.D. Castille pukovnika Rémya). Uhićen je 1942. nakon jedne denuncijacije i deportiran u logor N.N. (Nacht und Nebel) Mauthausen. To iskustvo bilo je inspiracijom za spomenuti naslov Pjesme noći i magle (Poèmes de la nuit et du brouillard).
Jean Cayrol je dobio Prix Renaudot 1947. za svoj roman Živjet ću ljubav drugih (Je vivrai l'amour des autres), književni Grand prix de Monaco 1968. za cjelokupno stvaralaštvo i Prix international du Souvenir 1969. Bio je članom Académie Goncourt od 1973. do 1995. Napisao je scenarije i režirao nekoliko kratkometražnih i televizijskih filmova. Posebice, Noć i magla, o kojem je pisao komentar, je u stalnoj žiži interesiranja publike još od svog pojavljivanja 1955. Početkom 1950., kao izdavač ulazi u kuću éditions du Seuil, i u njoj ostaje sve do konca 1970.
Njegova prošlost i njegov skromni temperament ga drže podalje od javnosti, čak i nakon izbora u Académie Goncourt. Zauzvrat, kao izdavač pokazuje se veoma agilnim : njegov ukus i njegovo strpljenje omogućuju mu otkriti i objaviti do tada nepoznate autore koji će kasnije pronaći svoj vlastiti put, primjerice Philippe Sollers, Didier Decoin, Roland Barthes, Erik Orsenna, Bertrand Visage, Marcelin Pleynet, Denis Roche ili još Kateb Yacine.
Cayrolova literatura, kojom dominira lik Lazara, koji se vraća iz mrtvih, predstavljanje logoraškog univerzuma, je uvijek smještena u radikalnu modernost, čak i prije pojave tzv. « novog romana ». Junaci su pasivni i anonimni u sučeljavanju sa svijetom lišenim smisla, u prostoru odvojenom od klasične narativne koncepcije.
Jean Cayrol i sam mu je dao svoj aval, pisanjem i drugiom aktivnostima, u elaboraciji riječi lazarijanski kojom kvalificira različite moderne artističke žanrove, naročito one obuzete temama Drugog svjetskog rata.
Poezija mu je prevedena na brojne jezike u svijetu, a na hrvatski preveli su njegova djela Ljerka Depolo i Tomislav Dretar.

## Poezija
- 1936. : Le Hollandais volant - Leteći Holandez. Marseille : les Cahiers du Sud. 79 p.
- 1940. : Le Dernier Homme - Posljednji čovjek Bruxelles : Les Cahiers du Journal des poètes, n° 72. 71 p.
- 1943. : Miroir de la rédemption - Zrcalo iskupljenja
- 1944. : Alerte aux ombres (KL Gusen I). Paris : Éditions du Seuil. 106 p.
- 1944. : Chant d´Espoir (KL Gusen I). Bruxelles : Les Éditions Musique Populaire. 3 p.
- 1945. : Poèmes de la nuit et du brouillard Pjesme noći i magle
- 1952. : Les mots sont aussi des demeures - Riječi su također boravišta. Neuchâtel, Éditions de la Baconnière ; Paris, Éditions du Seuil ; coll. « Les Cahiers du Rhône », série rouge, n° 88, et coll. « les Poètes des Cahiers du Rhône », n° 22. 142 p.
- 1969. : Poésie-journal I - Poezija - Dnevnik I
- 1985. : Poèmes Clefs - Ključne pjesme
- 1991. : De vive voix - Živim glasom.  Paris : Éditions du Seuil. 102 p.
- 1994. : D'une voix céleste - Božanskim glasom. Paris : Éditions du Seuil. 54 p.

Sve pjesme iz zbirke Božanskim glasom preveo je na hrvatski Tomislav Dretar i objavio u Hrvatskom slovu, Hrvatskoj misli i Osvitu. U zbirci se nalaze dvije pjesme posvećene ratu u Bosni koju autor posjećuje u vrijeme najžešćih četničkih napada na Sarajevo.

## Romani, priče i novele
- 1935.: Ce n'est pas la mer - Božanskim glasomvo nije more. Paris: Cahiers du fleuve. 52 p.
- 1947.: Je vivrai l'amour des autres - Živjet ću ljubav drugih, roman. Prvotno objavljen u dva toma, po tome sjedinjen u jedan tom. Prix Renaudot 1947.
  - Tom I: On vous parle - Ja vam govorim. Neuchâtel : Éditions de la Baconnière; Paris, Éditions du Seuil. 180 p.
  - Tome II: Les Premiers Jours - Prvi dani. Neuchâtel: Éditions de la Baconnière; Paris, Éditions du Seuil. 310 p.
- 1949.: La Noire - Tmina
- 1949.: La Couronne du chrétien ou La Folle Journée - Kršćaninova kruna ili Ludi Dan. Neuchâtel: Éditions de la Baconnière, coll. « Elzevirijanska biblioteka ». 79 p.
- 1954.: L'Espace d'une nuit - Prostor noći, roman. Neuchâtel : Éditions de la Baconnière; Paris, Éditions du Seuil. 174 p.
- 1956.: Le Déménagement - Preseljenje. Paris : Éditions du Seuil. 222 p.
- 1957.: La Gaffe - Gaf, priča. Paris : Éditions du Seuil. 191 p.
- 1959.: Les Corps étrangers - Strano tijelo. Paris : Éditions du Seuil. 190 p.
- 1963.: Le Froid du soleil - Sunčeva stud, roman.  Paris : Éditions du Seuil. 158 p.
- 1966.: Midi minuit - Podne ponoć, roman. Paris : Éditions du Seuil. 221 p.
- 1968.: De l'espace humain - Ljudski prostor. Paris : Éditions du Seuil, coll. « Intuitions ». 190 p.
- 1968.: Je l'entends encore - Čujem još, roman. Paris: Éditions du Seuil. 256 p.
- 1969.: Histoire d'une prairie - Priča o jednoj livadi.  Paris : Éditions du Seuil. 175 p.
- 1972.: Histoire d'un désert - Priča o jednoj pustinji. Paris: Éditions du Seuil. 237 p.
- 1973.: Histoire de la mer - Priča o moru. Paris: Éditions du Seuil. 187 p.
- 1974.: Kakemono hôtel - Kakemono hotel, roman. Paris: Éditions du Seuil. 205 p.
Adaptirano 1978. u telefilm istog imena, scenarij i realizacija Franck Apprederis, s Charles Denner, Marie Dubois i Madeleine Barbulée.
- 1975.: Histoire de la forêt - Priča iz šume, priča. Paris: Éditions du Seuil. 237 p.
- 1976.: Histoire d'une maison - Priča o jednoj kući, roman. Paris: Éditions du Seuil. 282 p.
- 1978.: Les Enfants pillards - Djeca lopovi, priča.  Paris : Éditions du Seuil. 186 p.
- 1979.: Histoire du ciel - Priča o nebu, priča. Paris: Éditions du Seuil. 218 p.
- 1980.: Exposés au soleil - Izloženi suncu, kratke priče. Paris: Éditions du Seuil. 189 p.
- 1981.: L'Homme dans le rétroviseur - Čovjek u retrovizoru, roman. Paris: Éditions du Seuil. 213 p.
- 1983.: Un mot d'auteur - Jedna riječ o autoru, priča. Paris : Éditions du Seuil. 189 p.
- 1984.: Qui suis-je ? - Tko sam ja?
- 1984.: Une mémoire toute fraîche - Posve svježe pamćenje
- 1986.: Les Châtaignes - Kestenje, priča. Paris : Éditions du Seuil. 149 p.
- 1987.: Des nuits plus blanches que nature - Noći bjelje no u prirodi
- 1992.: À pleine voix - Punim glasom

## Razno
- 1950. : Lazare parmi nous, essai. Neuchâtel : Éditions de la Baconnière ; Paris, Éditions du Seuil ; coll. « les Cahiers du Rhône ». 110 p.
- 1952. : Les Mille et une nuits du chrétien. Paris : Téqui, coll. « Notre monde », n° 6. 128 p.
- 1955. : Manessier. Paris : G. Fall, coll. « le Musée de poche », n° 2. 46 p.
- 1963. : Le Droit de regard (avec Claude Durand). Paris : Éditions du Seuil, coll. « Pierres vives ». 189 p. + 6 p. de planches.
- 1973. : Lectures, essai. Paris : Éditions du Seuil. 150 p.

## Film i televizija
- 1955. : Nuit et brouillard. Court-métrage documentaire, réalisé par Alain Resnais, scénarisé par Jean Cayrol. Narrateur : Michel Bouquet.
- 1961. : Madame se meurt. Court-métrage scénarisé, réalisé et photographié par Jean Cayrol et Claude Durand. Narratrice : Suzanne Flon.
- 1963. : Muriel, ou le Temps d'un retour. Long-métrage réalisé par Alain Resnais et scénarisé par Jean Cayrol.
- 1965. : Le Coup de grâce. Long-métrage scénarisé par Jean Cayrol et Claude Durand. Avec notamment Danielle Darrieux et Michel Piccoli.
- 1975. : Ne pas déranger. Téléfilm réalisé par Jean Cayrol. (Informations fragmentaires)